# Bibi Anderssonová
Bibi Anderssonová (vlastním jménem Berit Elisabeth Anderssonová; nepřechýleně Andersson; 11. listopadu 1935 Stockholm, Švédsko – 14. dubna 2019 tamtéž) byla švédská divadelní a filmová herečka, hvězda stříbrného plátna oblíbená například u režiséra Ingmara Bergmana, kterému hrála v jeho 13 filmech.

## Život
Bibi Anderssonová se narodila 11. listopadu 1935. Její sestra Gerda Anderssonová, primabalerína Královské opery ve Stockholmu, ji přivedla k divadlu, kde debutovala v roce 1951. Vystudovala dramatickou školu Gösty Terseruse a divadelní školu při Královském dramatickém divadle ve Stockholmu.
S režisérem Ingmarem Bergmanem se Anderssonová seznámila během natáčení reklamy na mýdlo z roku 1952, když jí bylo 17 let. Po seznámení ji obsadil do vedlejší role v komedii Úsměvy letní noci. Filmování pod jeho vedením bylo velmi náročné, nicméně Anderssonová při něm vyzrála, což jí umožnilo podávat mistrné výkony. Díky němu se tak stala skutečnou filmovou hvězdou. Později měla s Bergmanem také milostný vztah. V roce 1954 ji Bergman obsadil do filmů Sedmá pečeť a Lesní jahody. Za film Než se rozední získala cenu z Cannes a největší úspěch pak přišel ve filmu Persona.
Kromě Bergmanovy tvorby hrála také v jiných filmech, například v Milence, za kterou dostala ocenění na MFF v Západním Berlíně. Od 60. let účinkovala také v hollywoodských filmech. Objevovala se i v televizi.
V neděli 14. dubna 2019 zemřela ve věku 83 let.